# Chaetonotus pilaga
Chaetonotus pilaga är en djurart som tillhör fylumet bukhårsdjur, och som beskrevs av Luis E. Grosso 1982. Chaetonotus pilaga ingår i släktet Chaetonotus och familjen Chaetonotidae. Inga underarter finns listade i Catalogue of Life.